# メキシコの歴史
この項目では、メキシコ合衆国の歴史について記述する。現在のメキシコに相当する地域には2万年以上前に人類が進出し、高度な文明を築いた。しかし16世紀にスペインが進出してくると植民地化され、厳しい収奪が行われた。18世紀末にヨーロッパで革命が相次ぐと、メキシコでもメキシコ独立革命が起こり独立を果たした。その後帝政、連邦共和政、対外戦争、ディアスの独裁など動乱を経て、1910年から1918年まで続いたメキシコ革命の動乱により近代的国家を実現した。革命後は制度的革命党(PRI)の長期政権の下で近代化と経済開発が進められたが、20世紀後半までにPRIは様々な社会矛盾を蓄積し、2000年の選挙でPRIは下野した。

## 先史時代
現在のメキシコに当たる地域では2万年前の遺跡が発見されており、それ以前から人間が住んでいたと考えられている。マンモスなどの狩猟および採集の生活をしていたが（この時代を、パレオ＝インディアン期;Paleoindian period / stage 、若しくは石期 Lithic Period / stage という）、紀元前8000年頃にトウモロコシの農耕が始まった。農耕が開始された時代を古期 (archic period / stage) という。

## 先コロンブス期

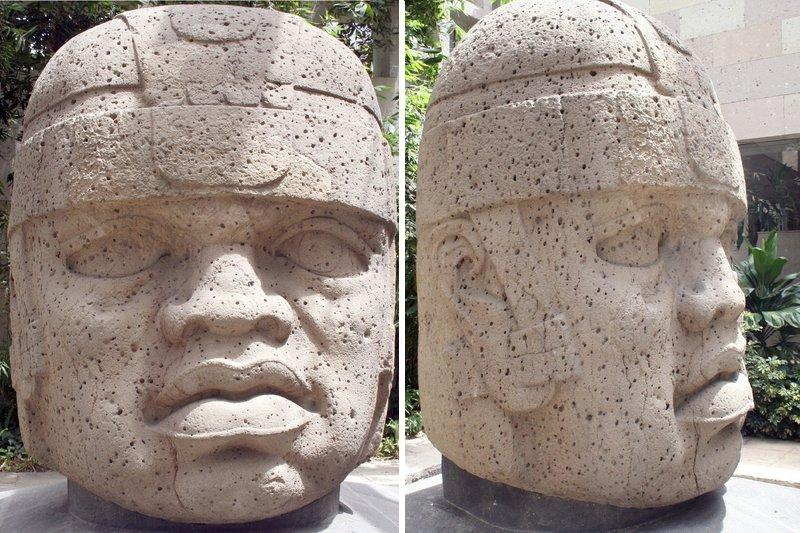
オルメカ、サン・ロレンソの巨石人頭像

紀元前2300年には最初の土器が作られた。これ以後を形成期 (Formative period / stage) 若しくは先古典期 (Preclassic period / stage) という。メソアメリカ研究の最近の傾向としては、先古典期の区分名を用いる研究者が優勢になっている。
先古典期中期の紀元前1300年頃、メキシコ湾岸を中心にオルメカ文明が興った。オルメカの人々は、自然の丘陵を利用してサン・ロレンソ（ベラクルス州）、後にラ・ベンタ（タバスコ州）という祭祀センター（神殿）を築いた。オルメカ文明は、彼らの支配者の容貌を刻んだとされているネグロイド的風貌の巨石人頭像で知られる。一方、先古典期後期になると、ユカタン半島北部にコムチェン、ジビルチャルトゥン、カンペチェ州にもカラクムルなど幾つかのマヤ文明の祭祀センターが築かれた。

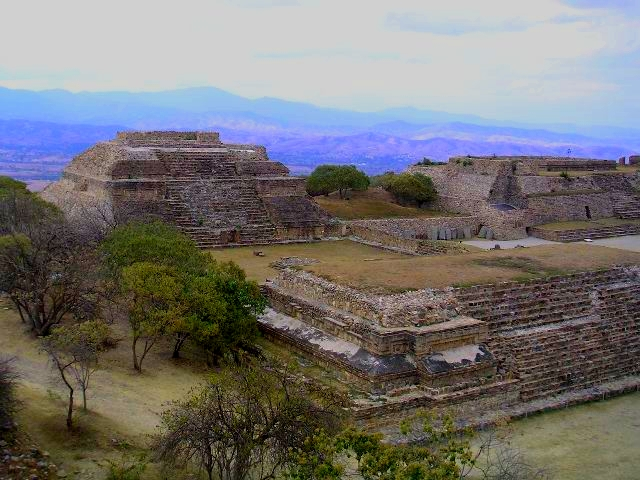

オアハカ州では、盆地北部の有力センター、サン・ホセ・モゴテの支配者たちが、盆地中央の小高い丘にモンテ・アルバンの神殿都市を築いた。モンテ・アルバンの盛んな征服戦争の勝利は、「ダンサンテ」と呼ばれるレリーフの捕虜たちの姿に表されている。また、モンテ・アルバンには、先古典期中期に既に260日暦を使用していたことが石碑に刻まれている。

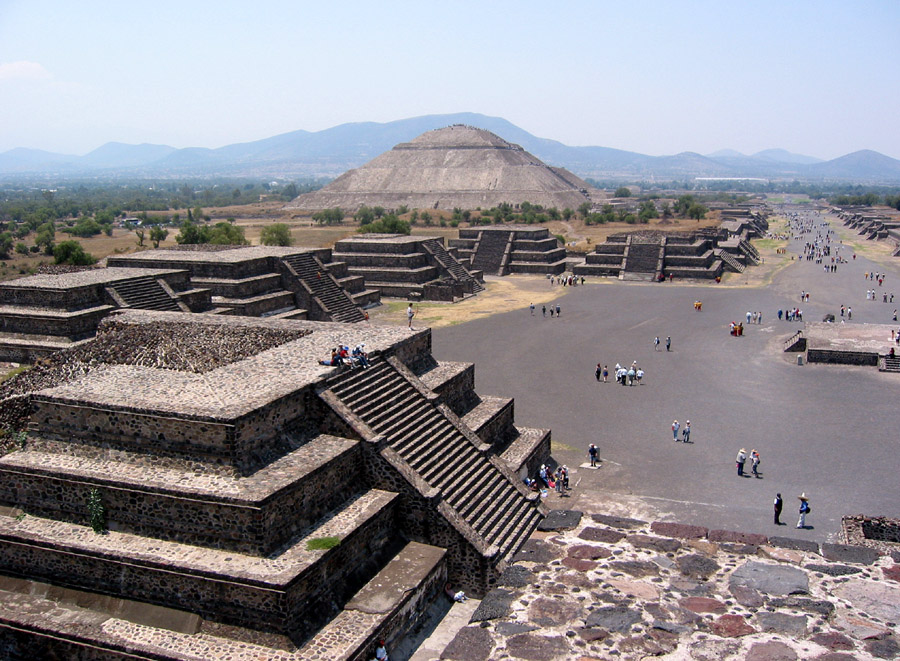
テオティワカンの中心部

先古典期の終わり頃になるとメキシコ中央高原のテスココ湖の南方に、円形の大ピラミッドで知られるクィクィルコ、東方にテオティワカンの巨大都市が築かれた。クィクィルコが紀元前後にシトレ火山の噴火によって壊滅的打撃を受けると、テオティワカンの優位は決定的となり、たちまちのうちにその経済力と軍事力でメソアメリカ全域を間接的に支配した。その力は、遠くグアテマラのペテン低地のワシャクトゥンやティカルを支配する新王朝を築いたことによく現れている。また、モンテ・アルバンの南基壇にある石碑レリーフにもテオティワカンからの使者が来訪したことが刻まれている。両者は友好関係にあったと考えられている。なお、メキシコ湾岸では、トトナカ族のエル・タヒンやマヤ文明と同様長期暦を用いたセロ・デ・ラス・メーサスが独自の発展を示した。

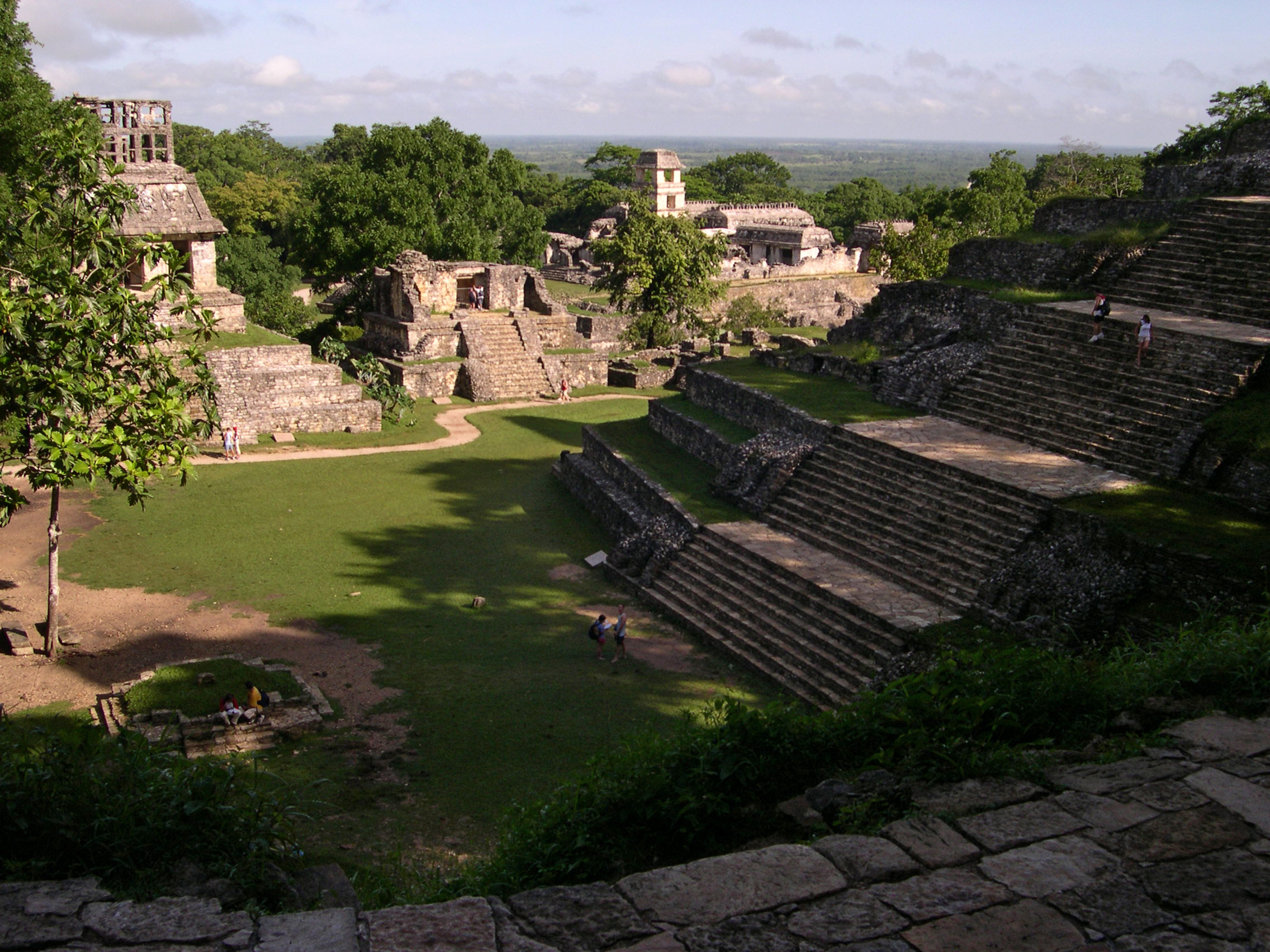
パレンケ

紀元後250年ないし300年頃から古典期 (Classic period / stage) が始まる。この時期、グアテマラのペテン低地及びその周辺にあるマヤ文明の著名なセンターが全盛を極めるが、それらのセンターのうち、ティカルと激しく争ったのがカンペチェ州にある「カーン王朝」の首都カラクムルであった。一方、チャパス州にある「ラカムハ」という名で知られる都市パレンケは、ティカルの同盟者であったと考えられている。

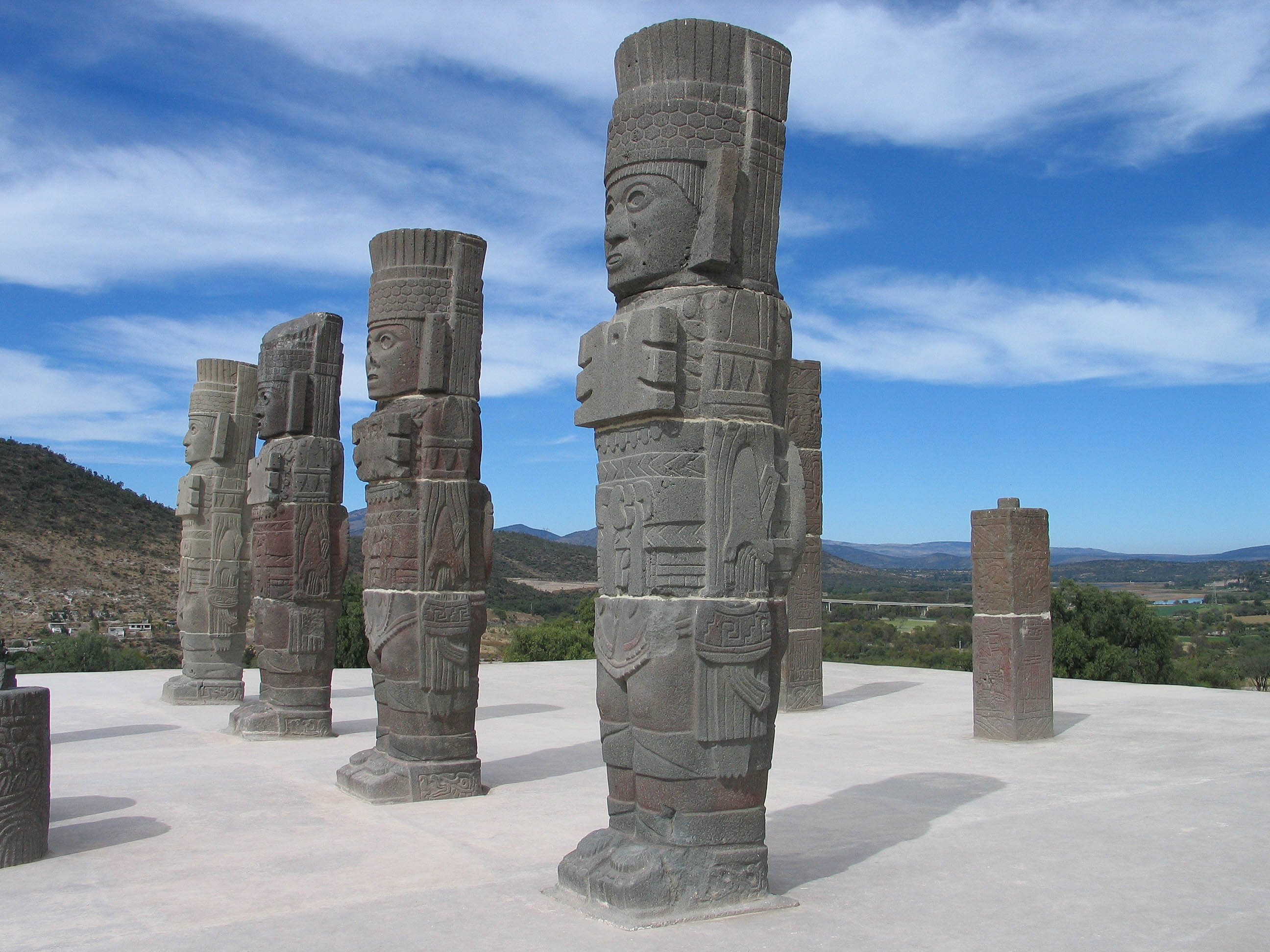
トゥーラ、ピラミッドBの基壇上にある戦士像

メキシコ中央高原では、7世紀頃、テオティワカンが破壊され、トゥーラと呼ばれる群小都市国家群が割拠した。そのうち有力なのは、中央高原の南側に位置するショチカルコと北側に位置するイダルゴ州のトゥーラ・シココティトランであった。トゥーラ・シココテイトランは、古文献のトゥーラにほぼ同定されることからトルテカ帝国説を生み出したほどの力をもっていた有力なトゥーラであった。一方、テオティワカン崩壊後、マヤのセンターは一時的に繁栄するが、やがて戦争、乱伐による食糧不足、気候の変化、疫病、交易路の変化など複合的な要素によって疲弊し、9世紀頃に崩壊していく。これ以後からスペイン人による征服までの時期を後古典期 (Postclassic period / stage) と呼ぶ。

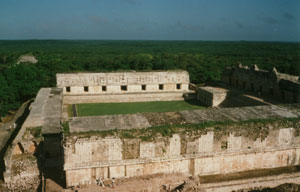
ウシュマルの尼僧院。典型的なプウク様式の建物。

ユカタン半島では、チョンタル人ではないかと考えられる「プトゥン」商人によるユカタン半島沿岸での交易活動が盛んとなり、ユカタン半島北部のチチェン・イッツァ、マヤパン、ウシュマルなどの都市国家がその恩恵を受けて繁栄した。ユカタン半島北部には、古典期の終末からこの時期にかけて、前述のウシュマルのほかに、ラブナー、カバー、サイールなどの都市国家ないしは祭祀センターが築かれ、プウク様式の名で知られる優美な建築物が建てられた。「プトゥン」商人たちは、コスメル島にイシュ・チェル女神の「神託所」を築いたため、コスメル島は繁栄していた。

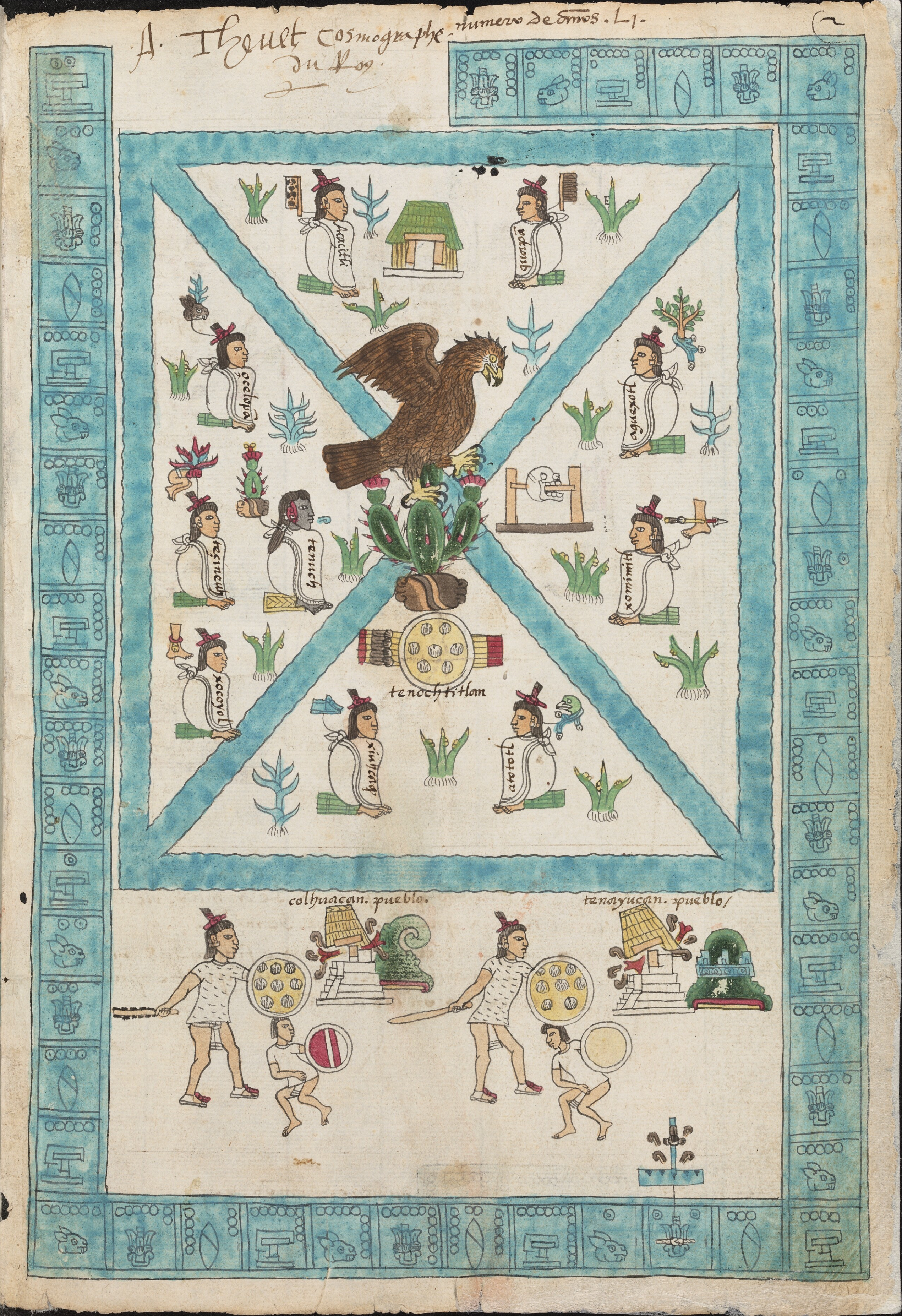
メンドーサ・コデックスの最初のページ

メキシコ中央高原には、気候の寒冷化によって、北方からチチメカ人の侵略が開始される。そのために多くのトゥーラ群は破壊されたり征服されたりした。14世紀後半、テスココ湖の西岸にあるアスカポツァルコを首都とするテパネカ王国にテソソモクという英傑があらわれ、その傭兵部隊だったアステカ族は、テソソモク没後、15世紀前半、テスココ、トラコパンとともに三都市同盟を築き、テスココの名君ネサワルコヨトルの死後は、完全にリーダーシップを握ってアステカ帝国を形成する。アステカは、ベラクルス州からゲレーロ州までの一帯、オアハカ州の一部と、ソコヌスコと呼ばれるチャパス州の太平洋岸までの地域を征服する空前の版図を誇る帝国を形成していた。一方、ミチョアカン州には、ツィンツンツァンを都とするタラスカ王国があり、アステカ帝国と一歩も譲らぬ力を誇っていた。これら、メキシコに繁栄した古代文明は、ピラミッド型神殿や都市を築き、独自の宗教観に裏付けられた天文学によって正確な暦を発明していたこと、特に数学の分野では、人類史上初めてゼロの概念を発明したといわれる。

## スペイン人による征服

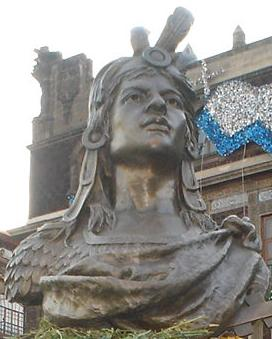
最後のアステカ皇帝クアウテモックの胸像

1519年にエルナン・コルテスを長とする約500人のスペイン人がメキシコ湾に到達し、トラスカラ王国を味方につけて首都テノチティトランまでやってきた。当初、皇帝モクテスマ2世はコルテスを歓迎してテノチティトランに住まわせた。1520年に先住民の反乱が起きると一時撤退するが、アステカ帝国に圧迫されていたトラスカラ王国の助けを得て反撃した。アステカ側ではクイトラワクが皇帝に立てられてモクテスマ2世は殺されたが、クイトラワクもスペイン人のもたらした天然痘によって若くして没した。モクテスマ2世のいとこの皇帝クアウテモックはコルテスらと戦ったが、首都から船で脱出しようとしたところをコルテス軍に捕まり、1521年8月31日、アステカ帝国は滅亡した。

## スペイン植民地時代

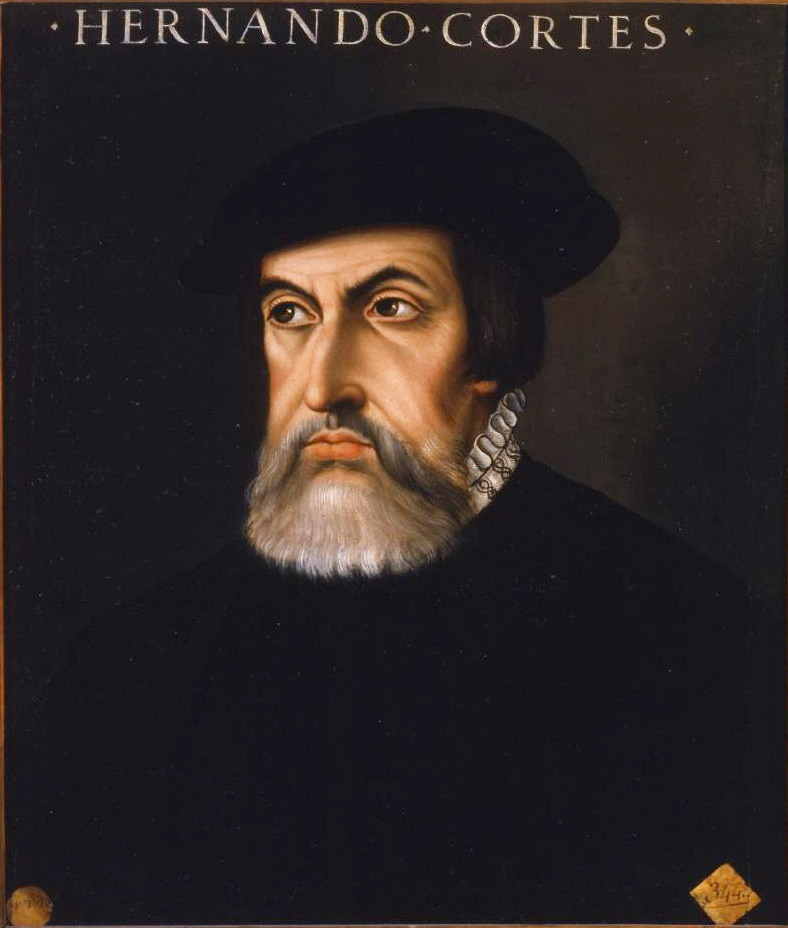
征服者の一人、エルナン・コルテス

アステカ帝国が滅亡すると、首都テノチティトランは破壊され、スペイン式の都市が建設されそれが今のメキシコシティとなった。メヒコはスペインの「ヌエバ・エスパーニャ（新スペイン）副王領」の中心地となり、アステカ、マヤ、カリブ海島嶼のスペイン植民地が再編された。
スペイン支配が始まると、スペイン人が持ち込んだ麻疹や天然痘などの疫病によって、多くの先住民が命を落とした。さらに、植民地当局の苛烈な統治によってメキシコのインディオ人口は激減し、約2500万人いた人口が約100万人ほどに落ち込んだと推測されている。この数はアメリカ合衆国を大きく上回る数である。また、インディオとスペイン人の通婚も進み、メスティーソが生まれることになった。更にアフリカから黒人奴隷が連行された。
またスペインの植民地支配システムはエンコミエンダ制と呼ばれ、植民者に征服地の統治を委任する内容だったため、恣意的かつ搾取収奪的統治が行われた。また、スペイン人による先住民への苦役など苛酷な支配、従来の食糧生産システムの破壊による飢餓などが、先住民の死亡率を高めた。カトリック司祭であったバルトロメ・デ・ラス・カサスはこのような事態を憂慮して、スペイン王室へ直訴したため、1550年には「バリャドリード論争」と呼ばれる植民地問題に関する一連の議論が交わされた。
1546年にサカテカスで銀山が発見されたことを皮切りに、メキシコでは第一次銀ブームが起きた。こうして採掘された銀はアルト・ペルー（「上ペルー」の意、現在のボリビアに相当）のポトシ鉱山と共にスペイン帝国の歳入を支えたが、ユトレヒト同盟（オランダ）と戦争を行うスペイン軍の戦費や、スペイン王室と貴族の奢侈、そして南米のポトシ銀山から流出した銀とともに太平洋を渡ってフィリピン経由で行われた清との交易（ガレオン貿易）に決済された。このため、銀貨はスペイン本国やフィリピンやアメリカ大陸といったスペイン領内で有効に使われることは少なく、主にイギリス、オランダ、フランス、アジアに流出した。
17世紀になると人口減少によってインディオ共同体の多くが崩壊したことと、それによるインディオの疲弊により、1631年にレパルティミエント制が廃止された。これにより、クリオージョの地主とメスティーソ、インディオの小作人からなるアシエンダがメキシコ各地に誕生した。
18世紀半ばにボルボン朝のカルロス3世によってボルボン改革が進められると、農業開発やマニュファクチュアが振興され、経済開発が進んだ。1767年にはイエズス会が追放された。ボルボン改革によってインテンデンテ制が導入されると官職はガチュピン（ペニンスラール、半島すなわちスペイン本国出身者を指す）によって独占され、クリオージョによる政治参加は絶望的な状況になった。
19世紀初頭にはメキシコは全世界の銀供給量の半分以上を供給していたが、メスティーソ、インディオ、黒人といった大多数の人々はほとんどその恩恵に浴することができず、深刻な貧困に喘いでいた。

## メキシコ独立戦争（1810年-1821年）

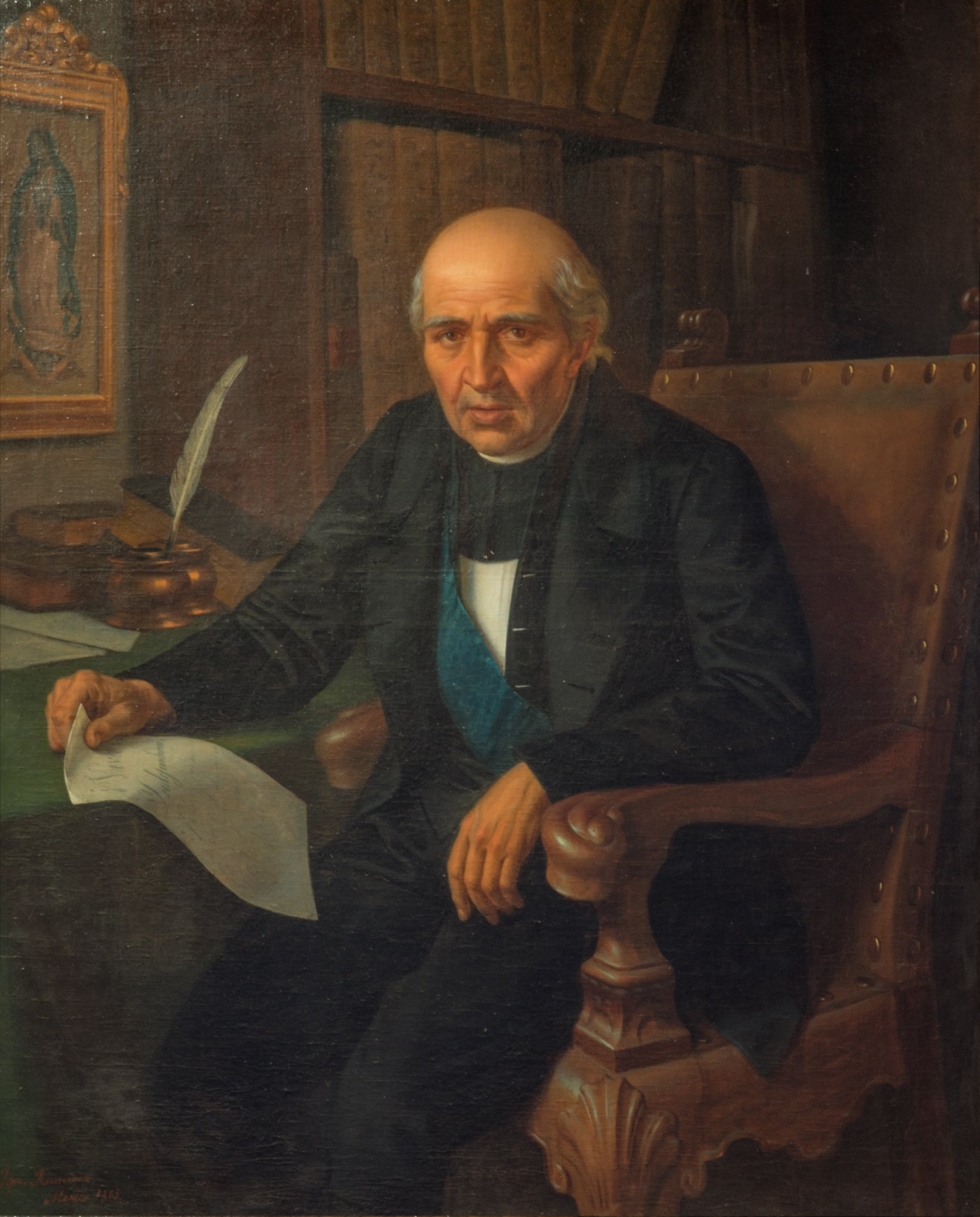
ミゲル・イダルゴ

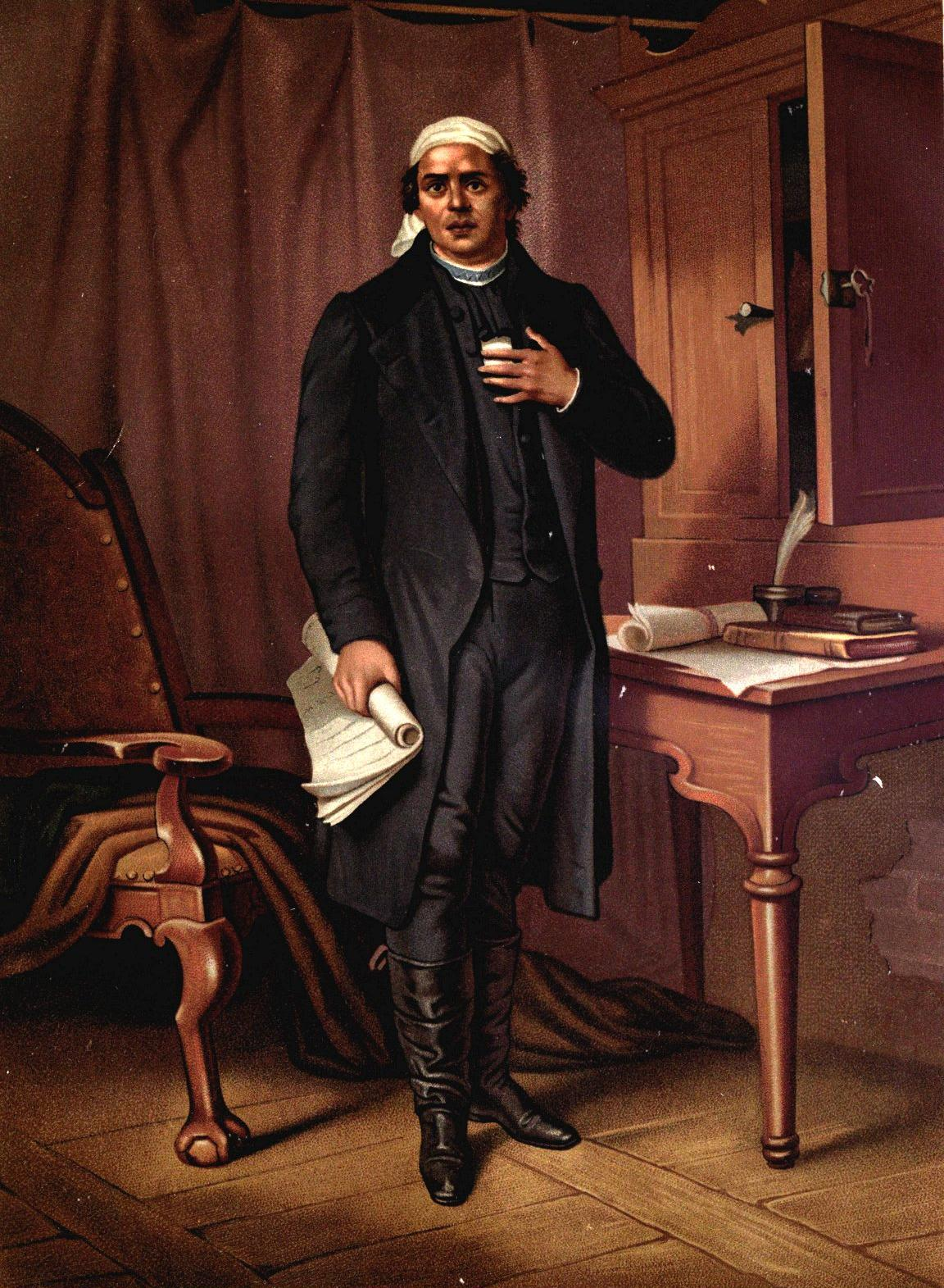
ホセ・マリア・モレーロス

スペインによる支配は300年続いたが、18世紀後半のボルボン改革の後にメキシコも啓蒙の時代を迎えると、アメリカ独立戦争やフランス革命に影響された土着のクリオーリョたちの間に独立の気運が高まった。1794年にはフアン・ゲレーロの陰謀が、1799年にはマチェーテの陰謀が発覚し、こうしたクリオージョによる独立運動は厳しく弾圧された。
1808年にフランス帝国がスペインに侵攻し、ナポレオン・ボナパルトは兄のジョゼフをホセ1世としてスペイン王位に就けると、それに反発する民衆蜂起を契機として、スペイン独立戦争が始まった。イスパノアメリカ植民地は同王への忠誠を拒否し、1809年にはキトとラパスで、1810年にはカラカスやブエノスアイレス、サンティアゴ・デ・チレ、サンタフェ・デ・ボゴタで自治を求めるクリオージョがフェルナンド7世への忠誠を唱えて植民地政府から行政権を奪取しようと反乱を起こした。メヒコ市でも1808年8月にクリオージョ達が副王イトゥリガライを恫喝し、自治を求めて議会を開いたが、これはガチュピンのクーデターによって破綻した。
このため、1810年9月16日にミゲル・イダルゴ司祭によってスペイン打倒の「ドローレスの叫び」が発表され、メキシコ独立革命が始まり、長い戦いの火蓋が切られた。当初イダルゴの反乱は反スペイン人反乱だったが、インディオ、メスティーソを巻き込んだ大衆反乱となるうちにクリオージョを含んだ富裕な白人とそれ以外の階級闘争となり、クリオージョがイダルゴから離反した。このため8万人をも動員しながらメヒコ市の攻略に失敗し、1811年1月にイダルゴは捕らえられ、7月に反乱を指導したことを悔いて処刑された。
しかし、イダルゴの部下だったメスティーソの神父、ホセ・マリア・モレーロスは民衆を率いて戦いを継続した。モレーロスはアカプルコやオアハカなどの主要都市を攻略して基盤を築き、1813年11月にチルパンシンゴの議会でメキシコ共和国の独立を宣言し、1814年10月にはアパチンガン憲法を制定したが、クリオージョ富裕層の協力を得ることが出来なかったためにこれは挫折した。ナポレオン戦争が終結するとスペインはイスパノアメリカの反乱の鎮圧に本腰を入れだしたために、スペイン軍のアグスティン・デ・イトゥルビデによってモレーロスは敗れ、1815年11月に処刑された。以後は当初の指導者たちはほとんど処刑され、以後独立運動はグアダルーペ・ビクトリアやビセンテ・ゲレーロなどが率いる山間部での散発的なゲリラ部隊のみとなった。
遥か南で解放者シモン・ボリーバルやホセ・デ・サン・マルティンが諸国を解放する中、黒人、インディオ、メスティーソらの下層民衆による反乱を恐れるペルー、アルト・ペルー、キューバ、プエルトリコ、中央アメリカ、メキシコのクリオージョはスペインの絶対王政を維持しようとしていたが、1820年にスペイン本国で自由主義的なリエゴ革命が勃発すると、王党派・保守派クリオージョは本国で採択された自由主義憲法に反発してスペインへの抵抗を叫ぶようになった。この時流を上手くつかんだクリオーリョの軍人アグスティン・デ・イトゥルビデがメスティーソやインディオを含む独立派ゲリラ軍と、保守的クリオーリョらを、「スペインへの反発と独立志向」という共通点でまとめることに成功し、副王以下の植民地軍は屈服した。1821年にはヌエバ・エスパーニャ副王領は廃止され、メキシコは独立を達成した。

## 独立とカウディージョ時代（1821年-1861年）

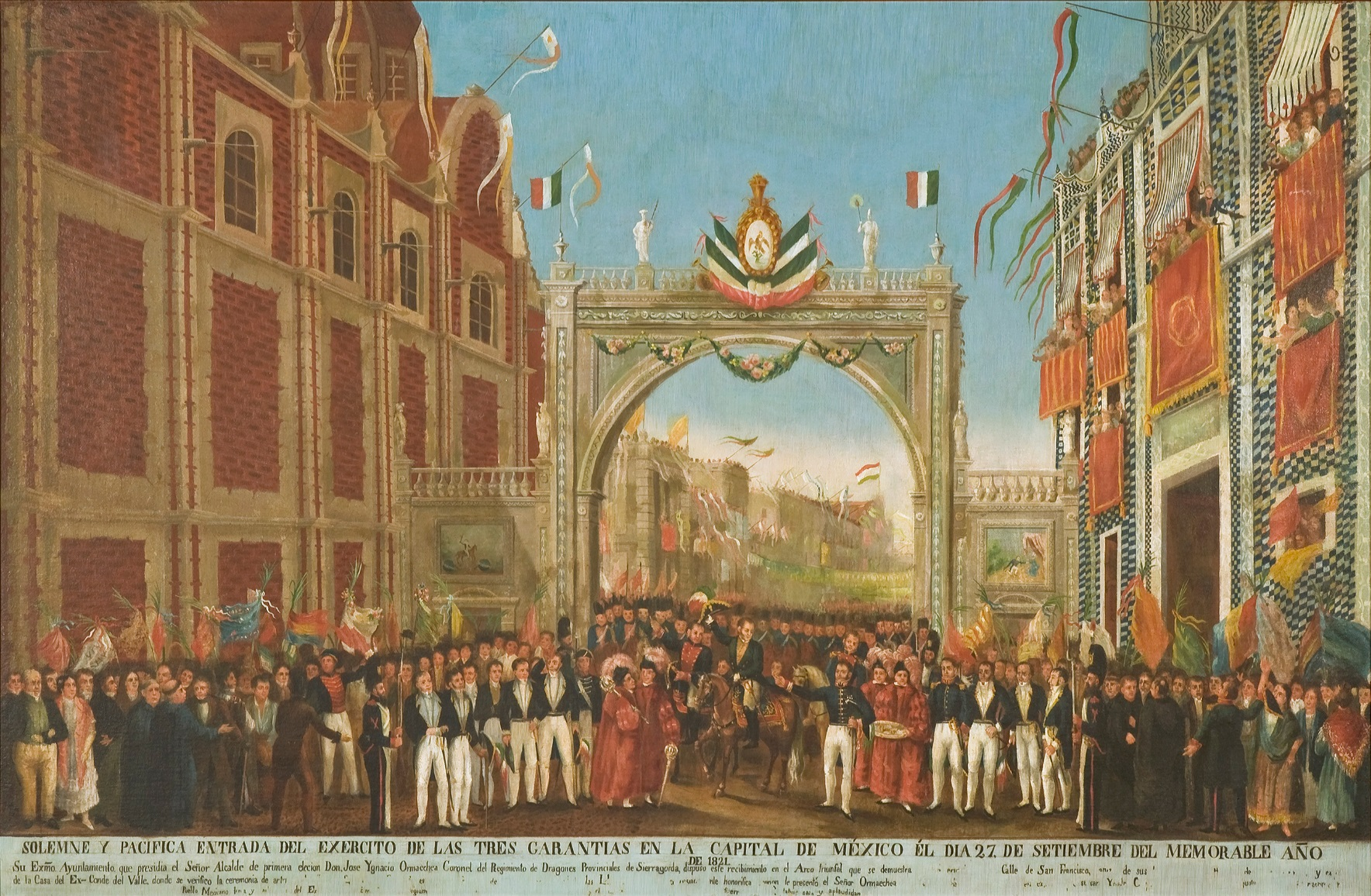
1821年9月27日イトゥルビデとゲレーロの入城

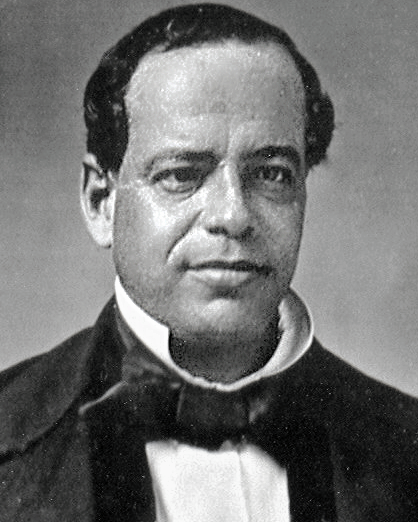
メキシコ史上最大のカウディージョ アントニオ・ロペス・デ・サンタ・アナ

1821年9月27日にアグスティン・デ・イトゥルビデ将軍がメヒコ市に入城し独立を宣言した。イトゥルビデはカトリック信徒の保護と財産の保護、人種的平等を謳った。当初はスペインのフェルナンド7世が国王に迎え入れられる予定だったが、フェルナンド7世が拒否したために翌年5月には自らメキシコ帝国皇帝アグスティン1世として即位した。しかし国家運営に失敗したため、1823年にアントニオ・ロペス・デ・サンタ・アナ将軍が共和制を支持して反乱を起こすと、アグスティン1世は失脚して退位し、1824年10月にはメキシコ合衆国憲法が制定されてメキシコは連邦共和国となった。また、アグスティン1世は1821年に中央アメリカを併合したが、1823年3月に共和派による革命で打倒され、同年中米地域が中央アメリカ連合州として独立した。
1824年には初代大統領にかつての独立戦争の英雄グアダルーペ・ビクトリアが就任したが、独立戦争による産業の疲弊は激しく経済は壊滅状態だった上に、カウディージョと呼ばれる土着の軍閥政治家たちが権力闘争を展開し、国政は乱れた。
1827年にスペインによる再侵略の可能性に備えてスペイン人を追放したため（第一次スペイン人追放）、流通業を担っていたスペイン人がいなくなるとメキシコの経済は大混乱し、1827年には最初の債務不履行に追い込まれた。さらにイトゥルビデ追放後も保守派と自由主義派による政権争いが激化し、1829年に自由主義者のビセンテ・ゲレーロがクーデターによって大統領になった。ゲレーロはスペイン人の完全追放（第二次スペイン人追放）、黒人奴隷制廃止、教会財産の接収、キューバの独立の支援などを行ったため、メキシコの再植民地化を目指したスペイン軍による再征服が行われた。サンタ・アナ将軍の活躍によりスペイン軍は撃退されたが、1830年に1月に保守派のアナスタシオ・ブスタマンテ副大統領が反旗を翻し、ゲレーロは追放された。
ブスタマンテは大統領に就任後、ルカス・アラマン蔵相の保護貿易政策によって繊維産業を中心とした国内工業の育成が進んだが、中央集権政策は地方諸州の反発を呼び、ブスタマンテ政権は崩壊した。保守政権が崩壊すると、1833年にサンタ・アナが選挙によって大統領に就任した。
一方、北部のコアウイラ・イ・テハス州には1821年以来アメリカ合衆国からアングロ・サクソン系の移民が黒人奴隷を引き連れて入植していたが、1829年にゲレーロが奴隷制を廃止すると中央政府への不満が高まり、その後の中央集権政策への反対もあってアングロ・サクソン移民が1835年に反乱を起こすと、1836年3月にテキサス共和国として独立を宣言し、テキサスにおいて奴隷制が復活した。サンタ・アナ将軍はアラモの戦いでアングロ・サクソンの反乱者を打ち破るが、サミュエル・ヒューストンの率いるテキサス軍にサン・ハシントの戦いで敗れ、捕らえられたためにメキシコはテハス州がテキサスとして独立することを承認した。
テキサスの独立後、メキシコは大混乱に陥った。財政状況の悪化により給与の遅滞が続いたために軍の反乱が頻発し、さらに地方諸州がテキサスに倣ってユカタン共和国やリオグランデ共和国として独立を宣言した。また、列強も混乱するメキシコへの介入を目論み、1838年から1839年にはフランス軍がメキシコに侵攻した（菓子戦争）。この戦争でサンタ・アナは左足を失ったが、救国の英雄としてのカリスマ性を増幅し、以降サンタ・アナのメキシコ国政における立場は不動のものとなる。

1847年のメキシコの版図

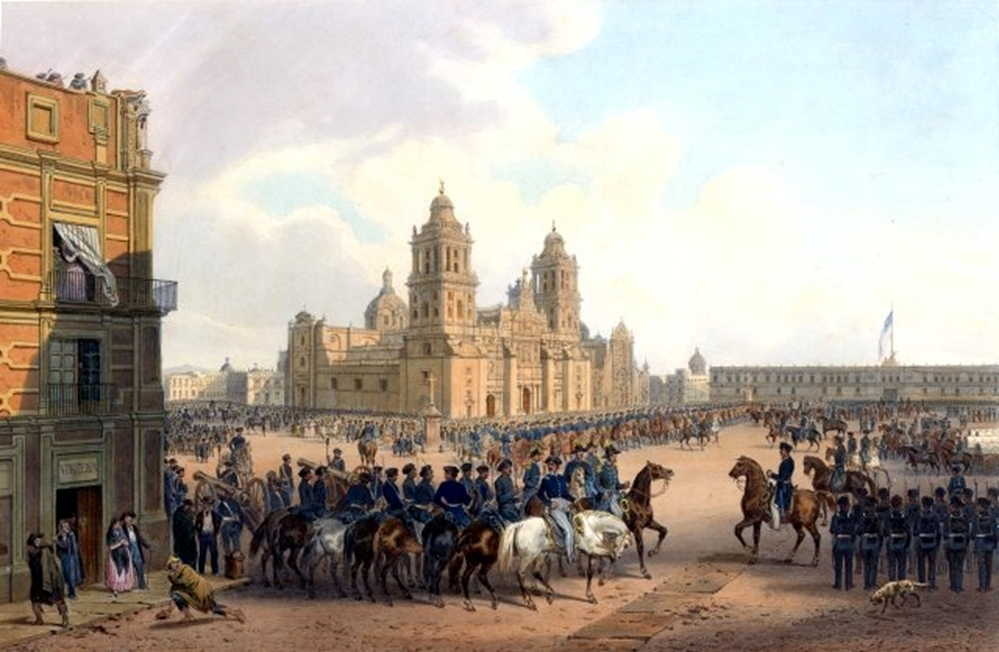
米墨戦争

一方、アメリカ合衆国はテキサスに対する野心を隠さず、1845年にアメリカ合衆国がテキサス共和国を併合すると、1846年5月にアメリカ合衆国はメキシコに宣戦を布告し、米墨戦争が勃発した。サンタ・アナ率いるメキシコ軍は1847年9月にメヒコ市を攻略されて敗北し、1848年2月にグアダルーペ・イダルゴ条約が締結されて戦争はメキシコの完敗に終わった。メキシコはテキサスのみならずカリフォルニアなどリオ・ブラーボ以北の領土（いわゆるメキシコ割譲地）をアメリカ合衆国に割譲し、実に国土の半分を喪失した。
戦後、メキシコは再び大混乱に陥り、1847年にはユカタン半島のマヤ族が白人支配に反旗を翻してカスタ戦争が勃発した。1853年にはアメリカ合衆国南部人の海賊 ウィリアム・ウォーカーが傭兵を率いて侵略を行い、バハ・カリフォルニア共和国を樹立した。ウォーカーはメキシコでは撃退されるが、後にニカラグアを占領し、大統領となった。保守派の大物政治家ルカス・アラマンは失脚していたサンタ・アナをこの混乱を収拾できる唯一の人物だと見込んで、再びメキシコに呼び戻した。1853年6月にアラマンが死去するとサンタ・アナは再び独裁者となり、1850年代には失地の回復を目指すメキシコはイギリスやフランスなどの支援を受けて再戦準備を整えるが、クリミア戦争により主要支援国の財政状態が悪化したため計画自体が頓挫した。1854年にはガズデン協定を結んでメシーリャ地方をアメリカ合衆国に売却した。しかし、サンタ・アナの保守支配は国内の自由主義者の反発を呼び、1855年8月にフアン・アルバレスらによって率いられた自由主義者によって追放された。
1855年にサンタ・アナが追放され、アルバレスらが臨時政府を樹立すると、臨時政府は自由主義に基づいた「レフォルマ」と呼ばれる改革が行われ、保守勢力の後ろ盾となっていたカトリック教会と国家の政教分離、フアレス法（1855年）により司法制度の近代化が図られ、全てのメキシコ人の法の下での平等を実現し、レルド法（1856年）により教会財産の没収、さらに自由主義的な1857年憲法の制定などが行われた。このレフォルマはメキシコ社会に大きな影響を与え、近代的な価値観がメキシコにもたらされたことは事実だが、反面レフォルマは先住民共同体の解体やカトリック的価値観の喪失をも伴ったため、既存の保守派の猛反発と共にインディオ農民の保守派への合流をも引き起こし、1856年には全国各地で農民と保守派による大反乱が起きていた。
このような情勢の中で1857年12月1日に新憲法下初の大統領選挙によって自由主義穏健派のコモンフォルトが就任したが、12月17日にスロアガ将軍がクーデターを起こすとコモンフォルトは失脚した。しかし、ベニート・フアレス最高裁長官は保守派への徹底抗戦を誓ってアメリカ合衆国に亡命した後、ベラクルスに上陸して臨時政府を樹立し、レフォルマ戦争が勃発した。
フアレス政府は1860年12月25日にメヒコ市を攻略したが、戦争中に旧支配層は没落し、新興大土地所有者層が台頭した。また、3年に及んだ内戦の際に膨らんだ有償支援の返済が追いつかなくなり、後の債務不履行に繋がることになった。

## フランス干渉戦争（1861年-1867年）

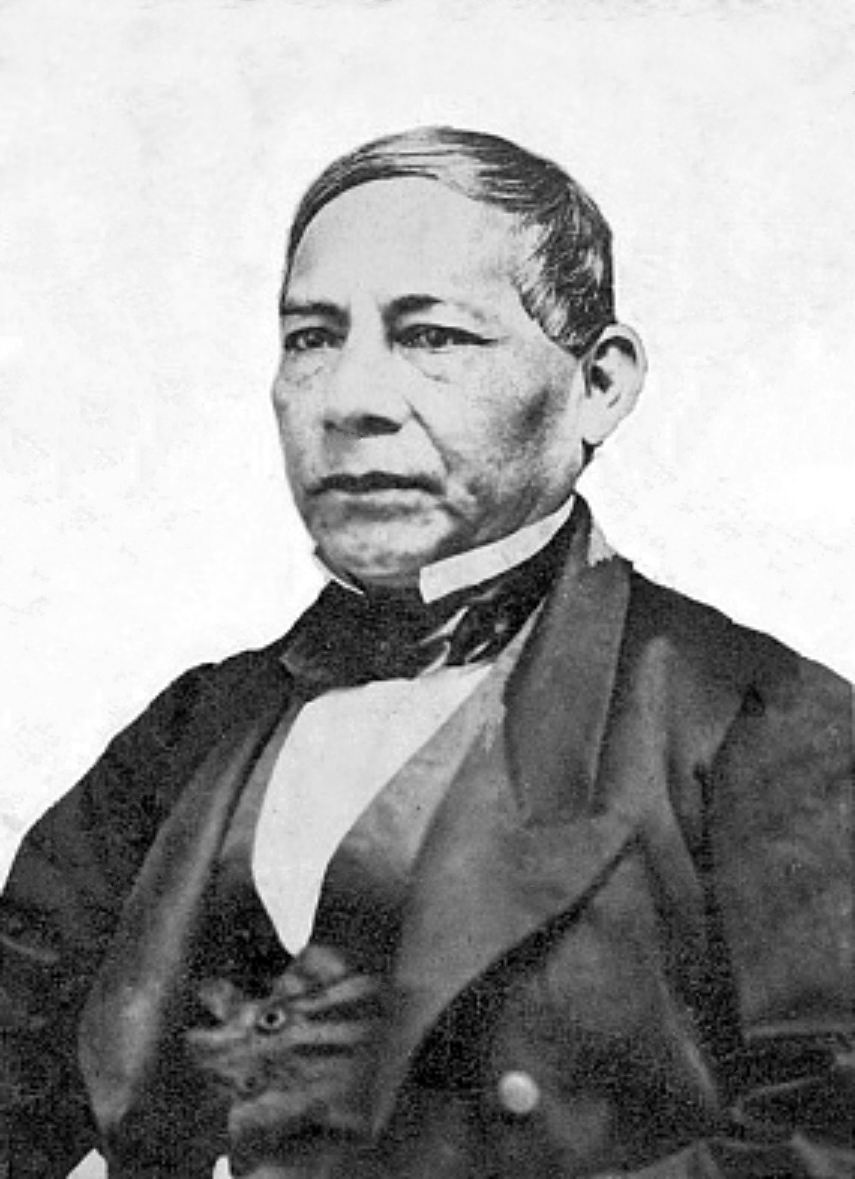
初の先住民出身大統領、ベニート・フアレス

1861年5月にフアレスは選挙によって正式にメキシコの大統領に就任したが、地方では保守派軍がゲリラ化して抵抗を続け、さらに財政状況も長年の混乱のため絶望的になっていた。その最中に英仏は莫大な債務支払いを要求したが、メキシコにはもはや支払い能力がなかったためにフアレスがこれを拒否し、7月17日に債務不履行を宣言すると、イギリス、フランス、スペインは10月31日にメキシコへの武力介入を決定し、ベラクルスが三国の軍隊によって占領された。
1862年4月にイギリスとスペインは撤退したが、フランス第二帝国のナポレオン3世はメキシコ全土の占領を計画していたために英西軍との撤退には応じず、フランス外人部隊を含むフランス軍の精鋭をベラクルスから中央高原に送った。1862年5月5日にプエブラの会戦でメキシコ軍はこのフランス軍を撃退するが、ナポレオン3世はメキシコにおける「カトリック帝国」樹立という野心を持っており更に増援部隊を派遣し、1863年5月17日にプエブラが、6月10日にはメヒコ市がフランス軍によって攻略された。フアレスは北部に脱出して抵抗を続けたが、フアレス派の拠点は南部のポルフィリオ・ディアス将軍が抵抗するオアハカ州や、北部のフアレスが指導する数州のみとなり、若干の抵抗はあったものの戦争はフランス軍優勢で進んだ。

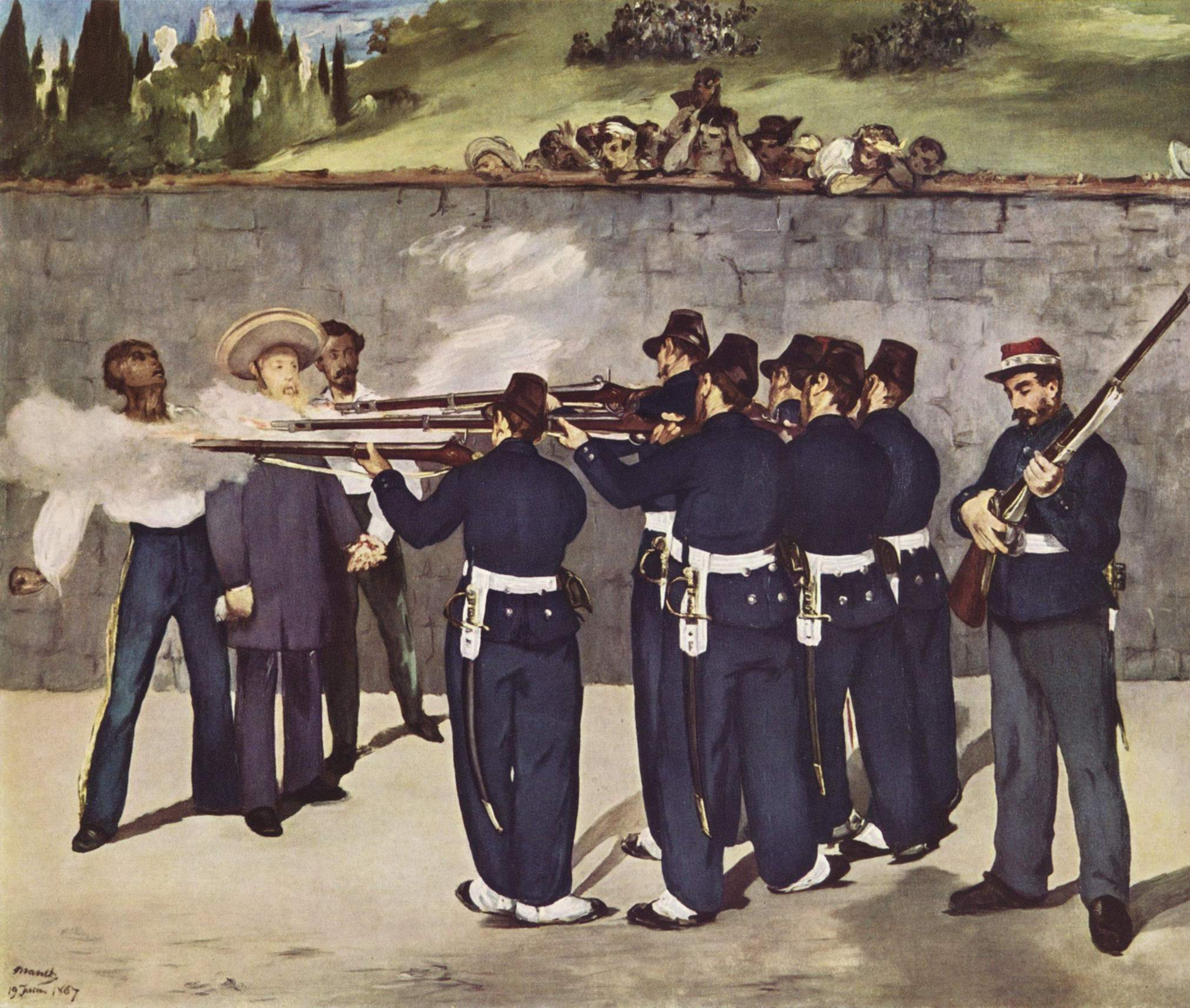
マネ作の「皇帝マクシミリアンの処刑」。マクシミリアンは「顔だけは撃たないでくれ」とメキシコ兵に金貨を配ったが、逆に狙い撃ちされた。

首都が陥落するとナポレオン3世はオーストリア＝ハンガリー帝国皇帝フランツ・ヨーゼフ1世の弟マクシミリアンをメキシコ皇帝として送り込み、第二次メキシコ帝国が樹立された。この措置は保守派のメキシコ人によって支持されたが、マクシミリアンは信教の自由の容認、教会財産国有化などの措置により保守派メキシコ人が離反した。更に、1865年に南北戦争を終結させたアメリカ合衆国がフアレス軍に物資の供与を始めると事態は流動的になり、1866年フランス軍の撤退が決定されると後ろ盾を失った皇帝マクシミリアンは自由派軍に敗れて6月19日に銃殺され、メキシコ帝国は崩壊した。7月13日にディアス将軍の率いる自由派がメヒコ市に入城し、7月15日にフアレスが帰還してメキシコに共和制が復活した。

## 復興共和制とディアス時代（1867年-1910年）

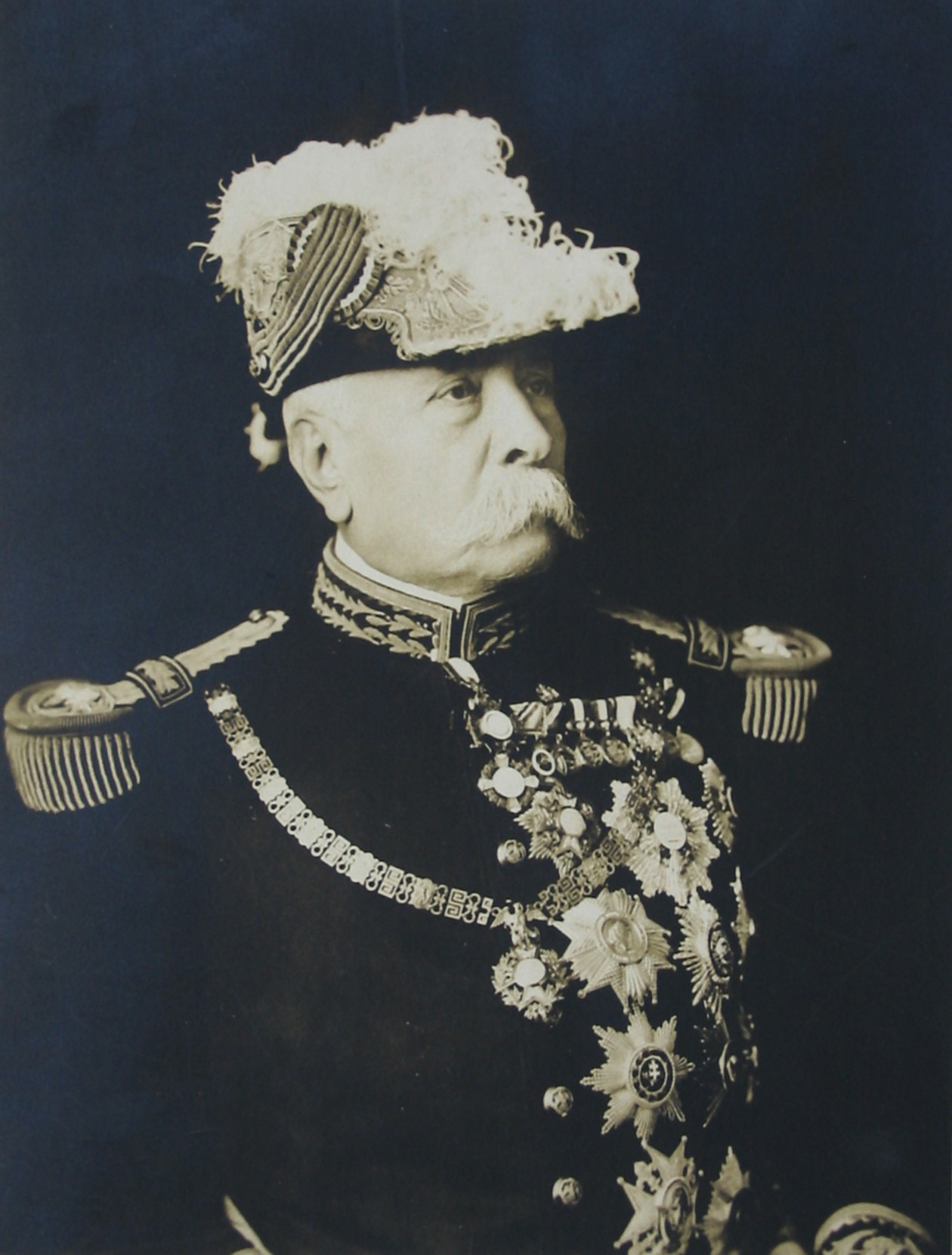
独裁者 ポルフィリオ・ディアス

1857年憲法を軸に新たに打ち建てられた復興共和国では自由主義者が主導権を握ることになったが、自由主義者の中にも文民と軍人の二つのグループが存在した。フアレスに代表される文民は、フアレスを除いて概ね高等教育を受けた白人であり、理想主義的な傾向を有していたが、ディアスに代表される軍人は概ね高い教育を受けていないメスティーソであり、現実主義的な傾向が強かった。どちらも自由主義者達であり、メキシコの近代化＝西欧化を図る点では同じであったが、この差異は近代化政策を実行する際の手段の差になって顕在することになった。
また、この時代にオーギュスト・コントの実証主義がガビノ・バレダによって導入され、当時のブラジル帝国と同様に以降半世紀に渡って実証主義は教育に影響を持ち、実証主義者の合言葉だった「自由と秩序と進歩」はメキシコの標語となった。実証主義的な理念により教育はカトリック教会から世俗化され、義務教育が導入され、「野蛮」とみなされたメキシコの土着文化やカトリック的な伝統は弾圧され、全国民にスペイン語教育と自然科学、数学教育を通した合理的な人間を生み出すような教育が行われたが、他方でこのような姿勢は非スペイン語住民であるインディオの言語や文化の弾圧にも繋がった。
マクシミリアン処刑後、フアレス政権は戦争によって膨張した軍備の削減に努め、大軍縮を実践した。経済面ではメキシコにおける資本主義の発展が目指され、外国資本の導入による国内開発が進み、1873年にはベラクルス＝メヒコ市間を結ぶ鉄道が完成し、メキシコの経済空間に大きな影響を与えることになった。
1871年の大統領選挙では現職のフアレスと共に、フアレスの後輩であったセバスティアン・レルド・デ・テハーダとポルフィリオ・ディアス将軍が立候補し、フアレスが勝利したものの、1872年7月にフアレスが急死したためにレルドが大統領に就任した。しかし、1876年にはフランス干渉戦争の英雄ポルフィリオ・ディアス将軍がレルドの再選に反対して反乱を起こし、11月に反乱軍は首都を攻略した。ディアス将軍は1877年に選挙を行い、大統領に就任した。
ディアスは議会のレルド派や地方のカウディージョに特権を与えて体制に組み込むことによって軍事独裁体制を樹立し、自身による統治のみならず、傀儡大統領を据えて中央集権体制を確立することによって、軍事力を背景にした「ディアスの平和」とも呼ばれることになるメキシコ史上初の長期安定を実現した。
一方で、ディアスは実証主義を信奉するシエンティフィコ（科学主義者）と呼ばれるエリートを登用し、権威主義体制の下でフアレス政権から続いていた国家の近代化＝西欧化が推進された。
この時期には積極的な外国資本の導入が行われ、工業化が進み、銀、銅、石油の開発を軸に進んだ鉱山の開発、鉄道の敷設、輸出作物用のプランテーションの建設などが外国資本によって行われ、経済は発展した。特に合衆国資本による鉄道建設は目覚しく、1876年に600kmであった鉄道の総延長は、1910年には約20,000kmに達した。
こうしてディアスは経済の発展や治安の回復を実現したが、他方で農村部は大きく疲弊し、労働者は困窮した。特に実証主義者が信奉した社会ダーウィニズム的な観点からインディオやメスティーソの文化への弾圧が進み、更に外国資本の進出による工業化やプランテーション大農園の成立によって、その多くは奴隷的零細賃金労働者としての厳しい生活を強いられることになった。このため、インディオの反乱や労働争議が相次いだが、それらの殆どは軍隊によって弾圧された。また、1892年の鉱山法によって地下資源の国家所有の原則が見直されると外国資本が鉱山開発に殺到し、1910年には国内の鉱山の3/4が外国人の所有となったように、経済の体質が非常に従属的かつ脆弱なものになった。
こうして独裁制の下での発展による都市部の人口増加や、社会矛盾は大きくなり、各地でゼネストが発生するなど、社会不安が増大した。そして、貧富の差の拡大により窮乏する民衆や社会不安などを背景にして、独裁制そのものに経済発展によって成立した中産階級から変革の声が上がり、やがて不満は革命となって爆発することになる。

## メキシコ革命と制度的革命党体制の確立（1910年-1940年）

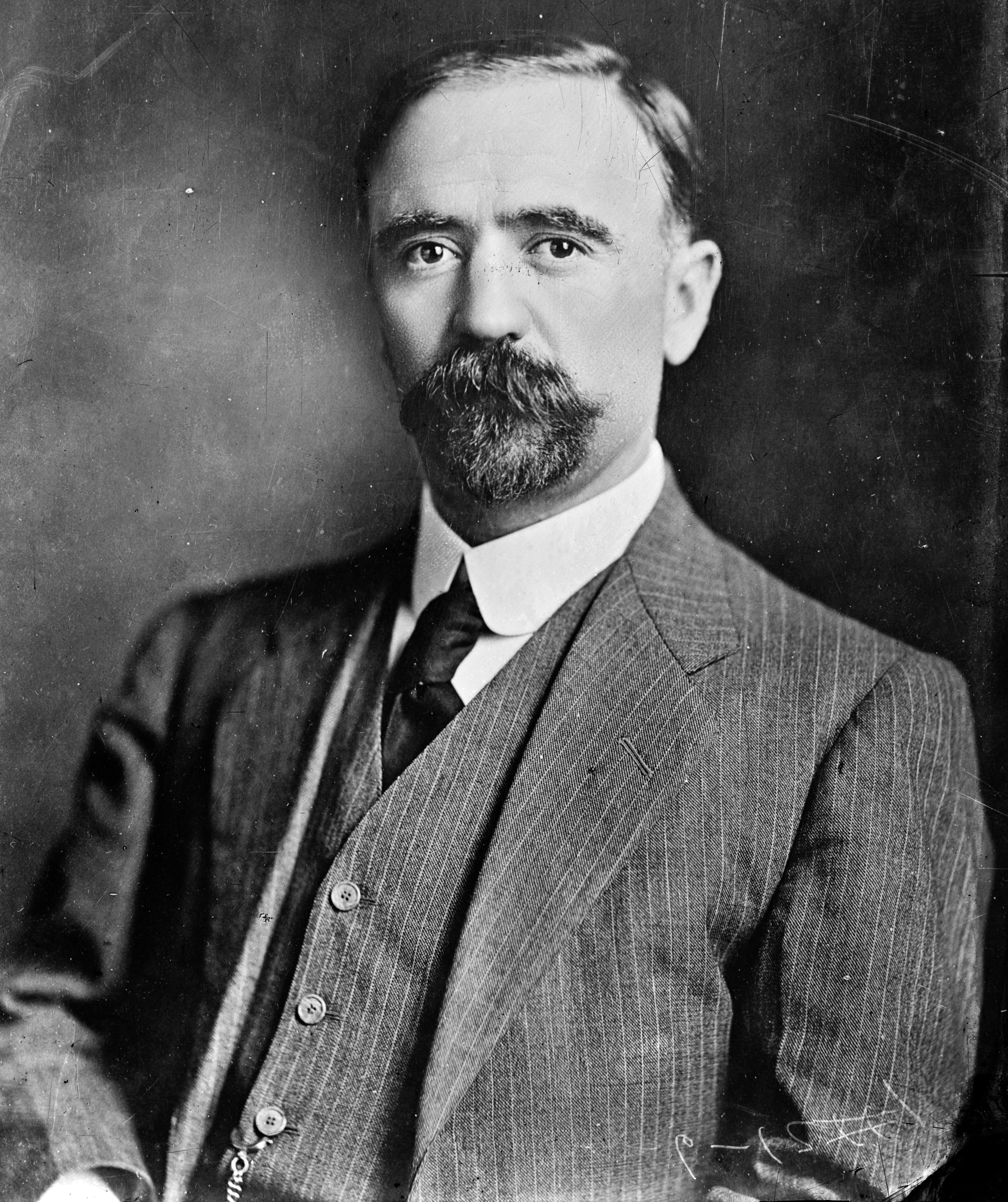
フランシスコ・マデーロ

ディアス体制は経済拡大によってメキシコ史上初めての長期安定体制を築いたが、他方では大多数の民衆や労働者は植民地時代以来の貧困状態に置かれており、独裁制への不満を背景に、1906年に中産階級と労働者階級によってディアス独裁の打倒を目指すメキシコ自由党が設立され、失敗に終わったものの幾度かの蜂起が起きた。
このような不安定な情勢の中で、1908年にディアスが1910年の大統領選挙に出馬しないことを表明すると、メキシコ有数の資産家だったフランシスコ・マデーロが「公正な選挙とディアスの再選阻止」を掲げて選挙活動を行い、遂に1910年4月に大統領選挙に立候補したが、投票直前にマデーロは逮捕された。

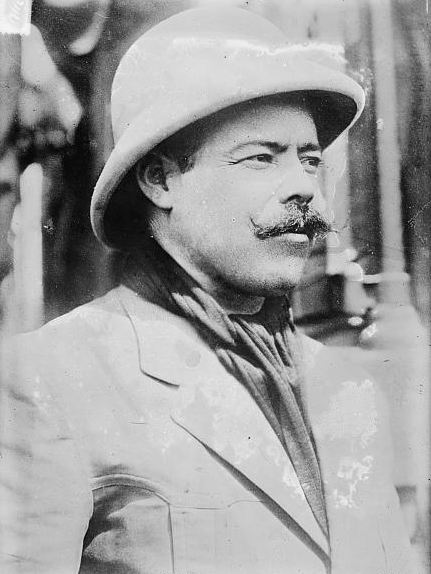
パンチョ・ビリャ

しかし、マデーロの追放と、マデーロ自身による扇動をきっかけにしてメキシコ民衆によって同年11月にメキシコ各地で反乱が勃発し、チワワ州のパンチョ・ビリャの反乱軍が北部を掌握すると、1911年2月にマデーロは亡命先のアメリカ合衆国から帰国し、3月には南部のモレーロス州からエミリアーノ・サパタの率いる反乱軍が決起するなど革命はもはや抑えがたい動きとなってメキシコ全土に波及した。
しかし、マデーロは5月11日にディアス政権と和平協約を結び、革命運動の中止を布告した。1911年11月の選挙でマデーロは圧倒的な支持を得て大統領に就任したが、革命派内部の路線の違いが明らかになった。特に土地改革を求めるサパタ派（サパティスタ）は11月25日にアヤラ計画を発表し、メキシコ史上初の農地改革を支配地で実践し、政府軍と敵対することになった。また、ビクトリアーノ・ウエルタ将軍によってパンチョ・ビリャは逮捕され、初期の革命派の主要人物の殆どがマデーロ陣営から消えると、事態を収拾できなくなったマデーロ政権は1913年2月9日にアメリカ合衆国の大使と結びついたウエルタ将軍のクーデターによって崩壊し、マデーロ一派は虐殺された。

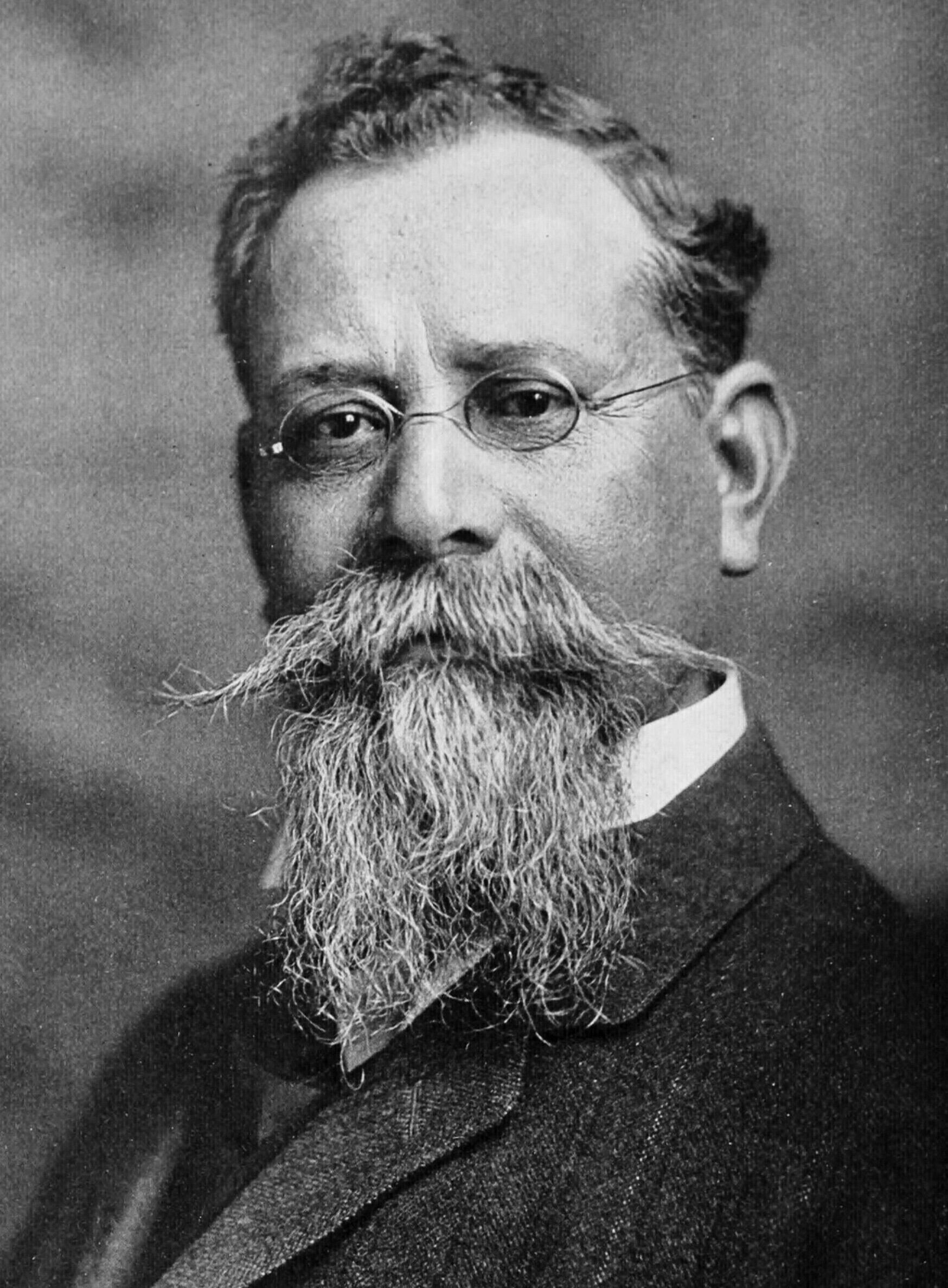
ベヌスティアーノ・カランサ

しかし、ウエルタ政権はアメリカ合衆国のウッドロウ・ウィルソン政権によって不承認されたため、コアウイラ州のベヌスティアーノ・カランサやソノーラ州のアルバロ・オブレゴンが蜂起し、革命は第二段階に入った。一方、北部のチワワ州ではパンチョ・ビリャが亡命先のアメリカ合衆国から帰国し、1914年にビリャの率いる北部軍は北部を完全に掌握した。また、モレーロス州のエミリアーノ・サパタ率いる南部軍は支配地で農地改革を実践し、強力な基盤を築いた。ウィルソン政権は革命派を支援する目的で1914年4月にアメリカ海兵隊をベラクルスに派遣し、ウエルタ政権による海外貿易を封鎖すると、勝機を失ったウエルタは7月に亡命した。
ウエルタ政権の崩壊後、革命四派路線の違いから二陣営に分かれて対立することになった。1914年12月に北部のビリャと南部のサパタがメヒコ市に入城し、主導権を握ったが、カランサとオブレゴンはこれに対して共同して戦いを挑み、1916年にはカランサによる主導権が確立した。しかし、大地主出身で保守的なカランサは対外的には強硬策を採ったものの、内政面では革命による社会改革を拒否し、これを見かねたオブレゴン派の急進自由主義者によって1917年憲法が制定された。

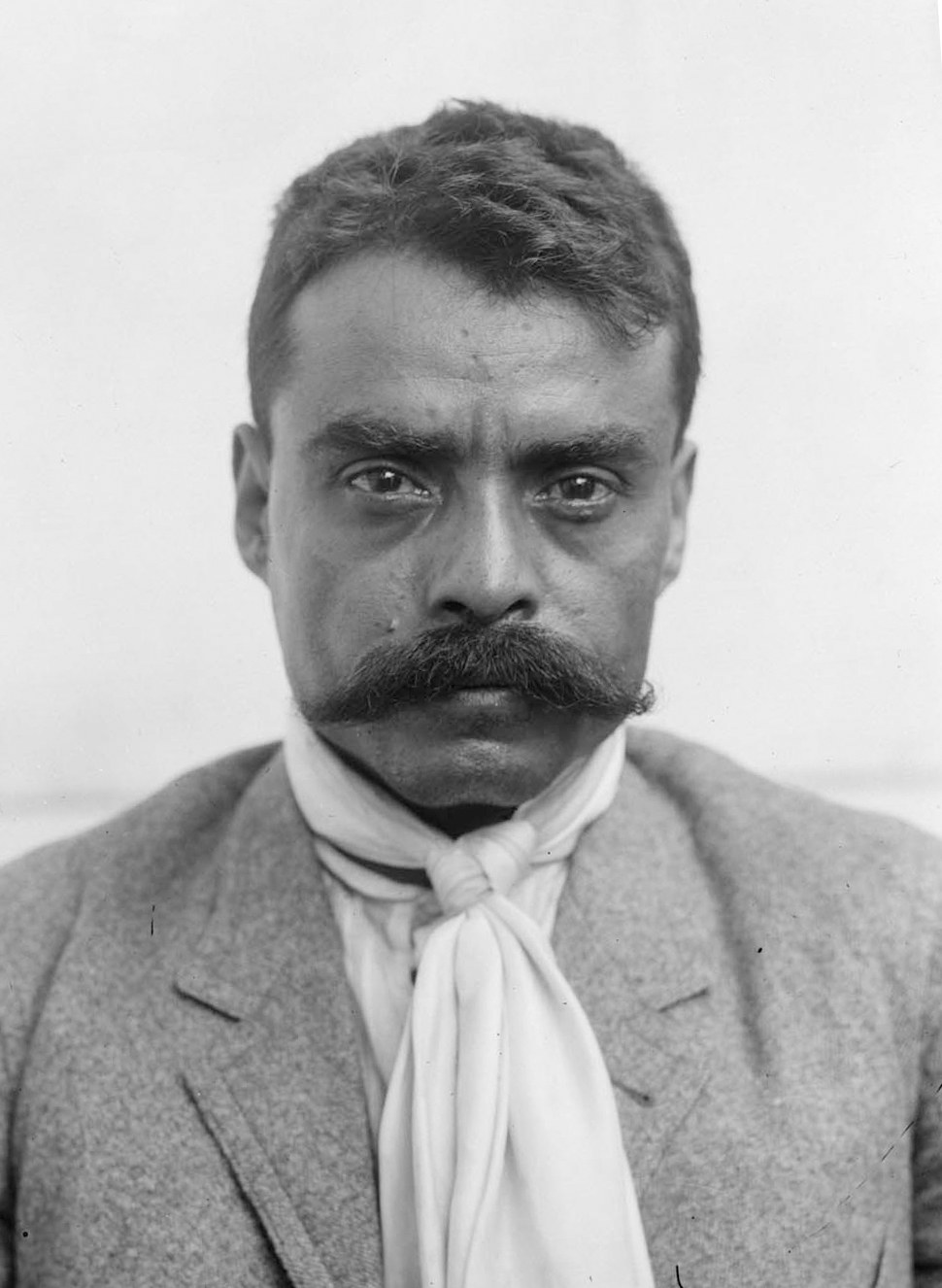
エミリアーノ・サパタ

その後も内戦は続き、カランサは1919年に騙し討ちでサパタを暗殺し、内戦を終結させて全メキシコの支配権を確立したが、既に労働者や農民の支持を失っており、更には同盟者だったオブレゴンをも敵に回したため、1920年に旧サパタ派と結んだオブレゴンの反乱によってカランサ政権は崩壊し、同年5月9日にオブレゴンはメヒコ市に入城した。
オブレゴンはゲリラ戦を続けていたビリャ派を武装解除し、サパタ派が求めていながらカランサ時代に停滞していた農地改革も再び実施された。1920年9月にオブレゴンは正式に選挙を経て同年12月1日に大統領に就任した。現在12月1日はメキシコの大統領の日となっている。
オブレゴンは農地改革と軍制改革を実行し、地方軍閥をメキシコ連邦軍に統合したが、この措置はメキシコ軍内の反対に遭い、1923年にデ・ラ・ウエルタ将軍が軍の約4割を動員して反乱を起こした。オブレゴンは反乱軍を破ったが、両勢力の弾圧によって多くの犠牲者が出た。
1924年に就任したプルタルコ・エリアス・カリェスはオブレゴンと同様にソノーラ州の出身だったが、国家の非宗教化政策を進めたためにカトリック教会との対立が強まり、1927年1月1日にカトリック信者の一群が蜂起し、クリステロ戦争が勃発した。その後、1928年にオブレゴンが暗殺されると、1929年の国民革命党の結成を境にカリェスは黒幕として再び政界に進出し、メキシコの政治を事実上支配した。
1920年代はオブレゴンを初めとしてソノーラ州出身者によって大統領職が独占され、再建期と呼ばれることになった。この時期にメキシコの民族意識の高揚や、地方軍閥の統合、経済の再建、農地改革が進み、ニカラグアでのサンディーノ戦争ではアメリカ海兵隊と戦うサンディーノを支援するなど独自外交も続いたが、1929年の世界恐慌勃発後には、革命政権は右傾化し、腐敗の様相を帯び始めていた。

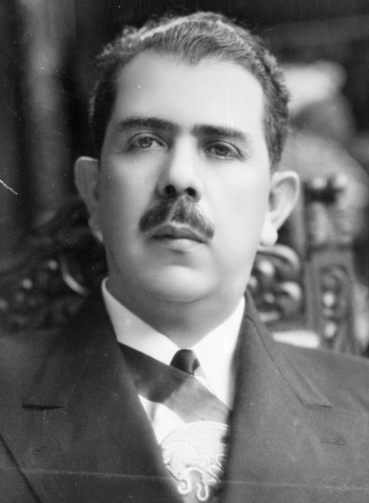
ラサロ・カルデナス

1934年にカルデナス政権が成立した。当初カルデナスはカリェスの傀儡政権としての色彩が強かったが、1935年6月に民衆の支持を背景にカリェスをアメリカ合衆国に追放し、カリェス派は政治から排除された。カリェス派の追放後、カルデナスは革命後停滞していた農地改革や、労働者保護、軍制改革を行い、さらにボリビアに次いでラテンアメリカ二番目となるアメリカ合衆国資本の鉄道や石油会社の国有化を断行し、1940年にはメキシコ石油公社が設立され、国民経済の確立に努めた。また、文化面ではインディヘニスモの称揚や、国立工業大学の設立が行われた。スペイン内戦に対しては共和派を支援して政治亡命者を多数受け入れ、ソビエト連邦から追放されたレフ・トロツキーの亡命をも受け入れるなど自主外交が進み、カルデナス政権期にメキシコ革命は一つの完成を遂げた。
文化面では、革命後の民族意識の高揚と共に初代教育相ホセ・バスコンセロスによってメキシコ壁画運動が推進され、バスコンセロスの発表した『宇宙的人種』（1925年）によってメキシコの国民意識の起源をインディヘナに求めるインディヘニスモ運動が確立した。

## PRI一党独裁時代
1940年に成立したマヌエル・アビラ・カマチョ政権は、カルデナス政権期に悪化した資本家、地主、カトリック教会、アメリカ合衆国との関係改善に努めた。第二次世界大戦期の1942年5月、メキシコの領土への攻撃ではなく、メキシコのタンカー「ポトレロ・デ・リャノ(en:SS Potrero del Llano)」が13日に、「ファハ・デ・オロ(en:SS Faja de Oro)」が20日に、ナチス・ドイツのUボート（それぞれU-564とU-106）によって沈められたことから、22日メキシコはナチス・ドイツ、大日本帝国およびイタリア王国に宣戦布告し、第二次世界大戦に参戦した。太平洋戦争には空軍の一部を派遣してフィリピンの戦いで日本軍と交戦している。ラテンアメリカ諸国ではメキシコとブラジルだけがドイツ及び日本と海外で戦うために軍隊を派遣した。
第二次世界大戦後のメキシコは順調な経済成長を見せ、政権も制度的革命党（PRI）政権によって文民統治が維持された。1946年にはメキシコ革命党が制度的革命党(PRI)に再編され、メキシコにおけるコーポラティズム（組合主義）国家体制が完成した。
こうして成立したコーポラティズム体制は、それまでの革命路線を修正して労働者や農民よりも資本家や大地主に重点を移しながら経済開発を進めていった。1950年代から1970年代までの間、他のラテンアメリカ諸国ではクーデターが頻発し、軍事独裁政権が数多く誕生していったが、メキシコは文民統治体制を維持しながら「メキシコの奇跡」と呼ばれる高度経済成長を達成、1968年にはラテンアメリカ地域初の近代オリンピックであるメキシコシティオリンピック を開催している。他方この時期は外交において親西側諸国の立場から親米政策を維持しながらも、キューバ革命後のキューバに対する米州機構による制裁の反対や、日本、ユーゴスラヴィア、インド、インドネシア、カナダといった新興国との関係拡大などに努めた。
しかし、経済発展による格差の拡大や、隣国アメリカに比べ自由の制約されたメキシコに不満を持つ者がこの時期に学生や知識層から出現する。1968年のメキシコシティオリンピック直前には、反政府デモ隊を軍隊によって弾圧し300人もの死者を出したトラテロルコ事件や、1971年6月10日の「血の木曜日事件」など、体制による強権的な反対運動の弾圧が進むにつれ、徐々にPRI体制下での近代化の歪みが露わになっていった。
1970年に成立したルイス・エチェベリア政権は政治への不満を和らげるため、政治犯の釈放を行った。対外的には資源ナショナリズム前面に出した積極的な第三世界外交を行い、従来よりも更にアメリカ合衆国や西側世界とは一線を画した外交路線を採ったが、政権末期には対外債務が276億ドルにまで膨張した。

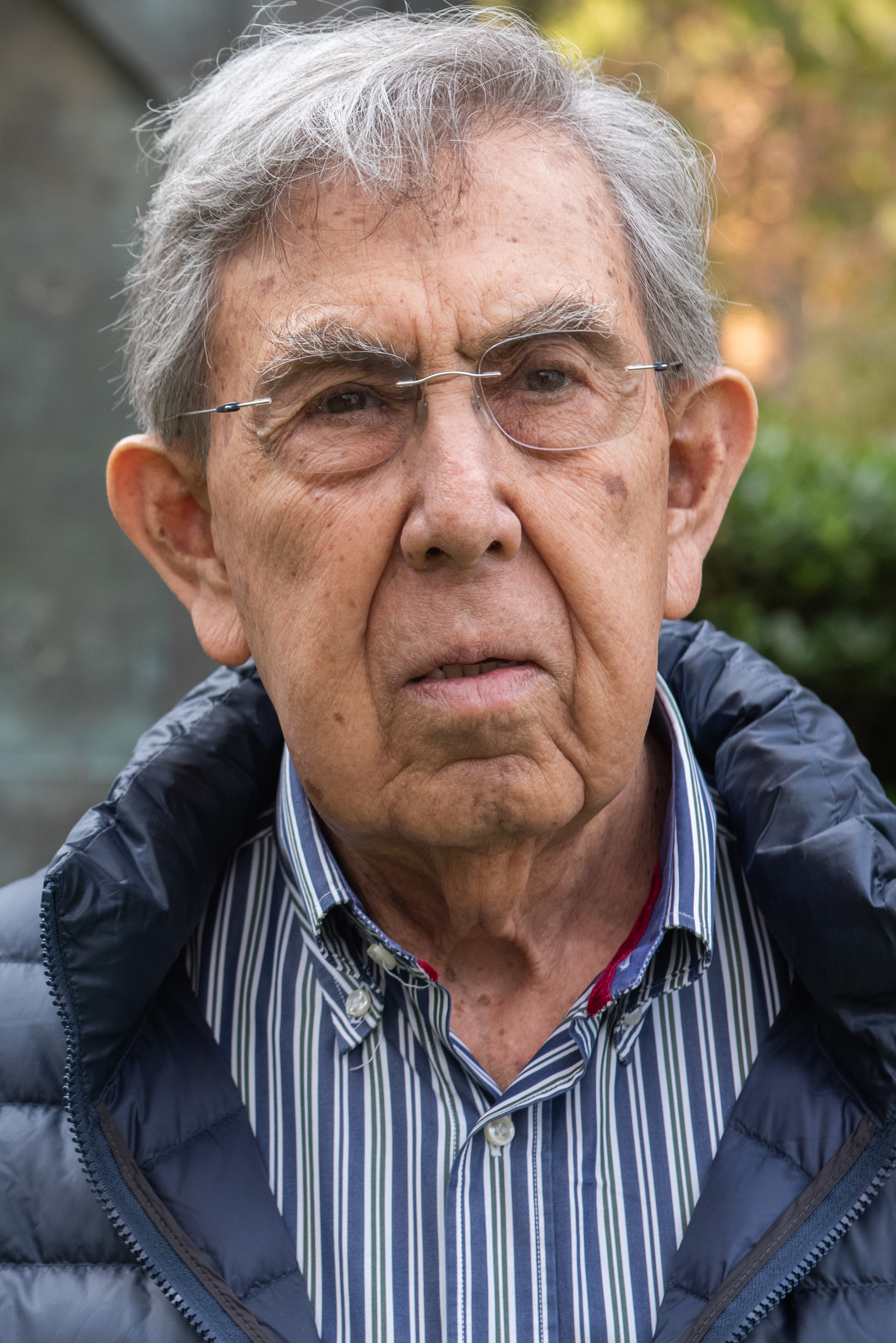
クアウテモク・カルデナス

1976年に成立したホセ・ロペス・ポルティーヨ政権は、前政権以来の経済危機を克服するために国際通貨基金（IMF）の勧告を受け入れ、労働者の賃金抑制や緊縮政策を採り、さらには石油ブームの助けもあって一時的に経済危機を回避した。内政面では政治改革を行い、国会の議席定数を増やしたほか、比例代表制の導入、極左・極右政党の認可を行い、反政府派の不満の解消を図った。外交面ではエチェベリーア以来の第三世界外交を継続し、南北問題を議論する初の南北サミットを主催した他、第一次ニカラグア内戦に際してはソモサ王朝と戦うサンディニスタ民族解放戦線(FSLN)への全面的な支持を表明した。しかし、石油に依存した経済の脆弱さは隠し難く、1982年には876億ドルを超える累積債務問題が表面化し、メキシコの国民経済は危機に直面した。
通貨危機の中で行われた選挙により、1982年にPRIからデ・ラ・マドリが大統領に就任した。デ・ラ・マドリは国際通貨基金(IMF)の勧告に従って緊縮財政の続行やペソの切り下げを行い、新自由主義化によって財政の健全化を目指したが、その代償に国民生活は窮乏した。1986年にメキシコの債務は1,000億ドルを越えた。外交面ではコンタドーラ・グループを結成し、エルサルバドル内戦、第二次ニカラグア内戦の停戦に力を注ぎ、同時にアメリカ合衆国との関係改善も行った。
1988年の大統領選挙は、PRIから分離して国民民主戦線(FDN)を結成したクアウテモク・カルデナスとPRIのカルロス・サリーナス・デ・ゴルタリの一騎討ちとなり、50.36%の得票で辛うじてサリーナスが勝利したが、史上かつてないほどのPRIの低得票率に加え、クアウテモク・カルデナスのように党内からも離反者が相次ぐなど、PRI一党制の限界は誰の目にも明らかになっていた。サリーナス政権下では、原油価格の上昇が産油国メキシコの追い風となり、経済は堅調を維持した。サリーナス政権は「サリーナス革命」を掲げながらも社会改革よりも経済開発を優先して前政権以来の新自由主義を推進し、1992年に憲法を改正して共有農場たるエヒードの廃止と、農地利用の市場経済化を推進し、ここにメキシコ革命の理念の一つだった農地改革の精神は失われた。

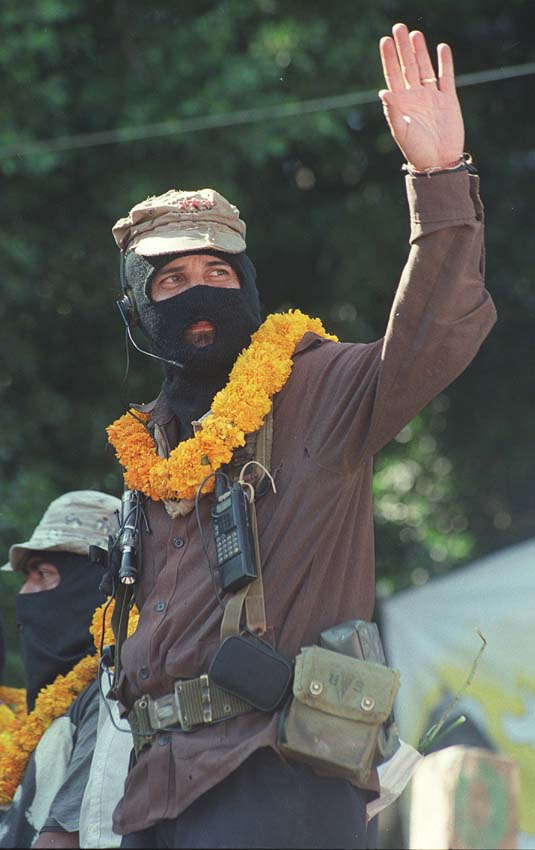
サパティスタ国民解放軍のマルコス副司令官

さらにサリーナスは市場原理に基づいてメキシコとアメリカ合衆国の経済統合を進め、1992年にはアメリカ合衆国、及びカナダと北米自由貿易協定(NAFTA)を締結したが、NAFTAは先住民や農民の生活基盤を破壊する性質を持っていたため、NAFTA発効の1994年1月1日に最南部のチアパス州からマヤ系インディオを主体としたサパティスタ国民解放軍(EZLN)がインディオの生活基盤やメキシコの農業を破壊するNAFTA発効に抗議して武装蜂起し、近代以降のメキシコのあり方の根本に異議を唱えた。サリーナス政権末期の同年3月には大統領候補のルイス・ドナルド・コロシオが暗殺され、国民の政治不信は一層深まることになった。
大統領候補の暗殺直後に行われた1994年の大統領選挙では、コロシオに代わって選出されたPRI候補のエルネスト・セディージョが大統領に就任したが、セディージョは就任直後からサリーナス前政権の汚職や、EZLNの蜂起への対応に追われることとなった。経済の停滞は如何ともし難く、1994年12月20日にはヘッジファンドによって通貨危機（テキーラ・ショック）が勃発した。1996年には中米自由貿易圏の設立の運びとなった。一方EZLNとの関係では、1996年2月にサン・アンドレス合意が締結されたが、以降交渉の進展はなく、1997年にはメキシコ軍の支援する準軍事組織によってチアパス州のインディオ虐殺事件が発生した。
2000年の大統領選挙で国民行動党(PAN)から出馬したビセンテ・フォックス・ケサーダが勝利すると、前身となった国民革命党設立以来71年間続いたメキシコの一党独裁体制は終焉を迎えた。

## 制度的革命党一党体制崩壊以降のメキシコ（2000年- ）

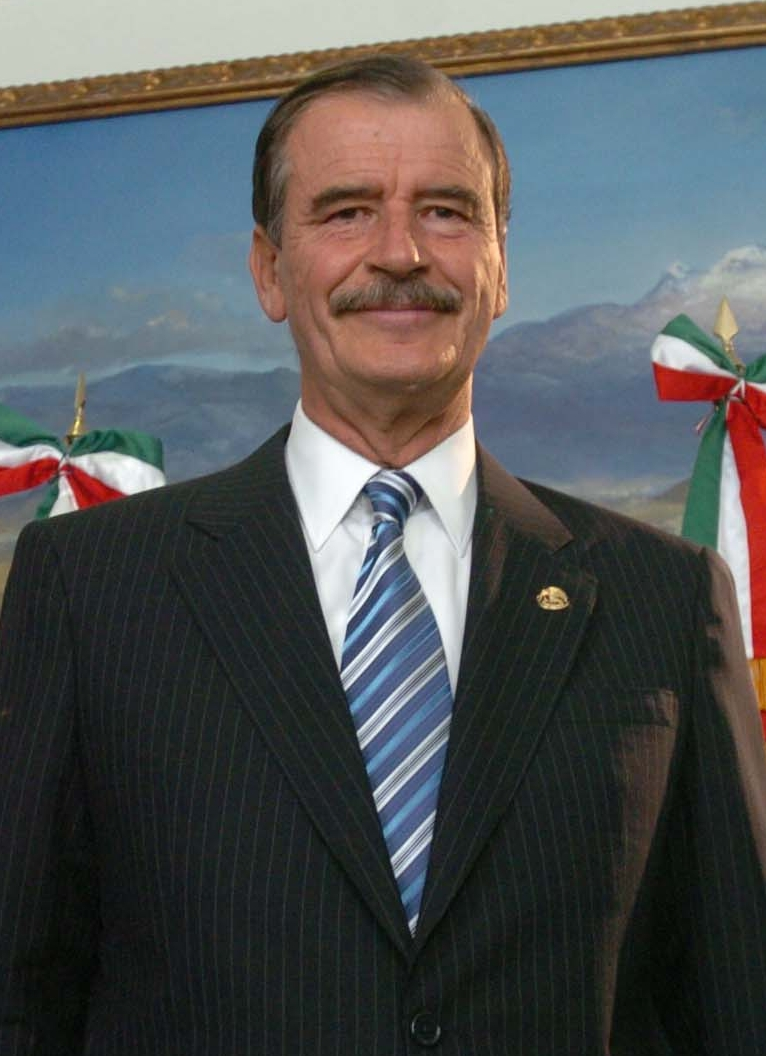
革命後初の非PRI系大統領 ビセンテ・フォックス・ケサーダ

フォックス政権誕生によりPRI一党体制は崩壊したが、フォックス政権下でも国民の所得向上やEZLNとの交渉は進展しなかった。
2006年の大統領選挙では国民行動党(PAN)、制度的革命党、民主革命党(PRD)の三党の候補が入り乱れた選挙戦が展開され、PANのフェリペ・カルデロンがPRDのアンドレス・マヌエル・ロペス・オブラドールを僅差で破って大統領に就任した。